# Dolní Kalná
Obec Dolní Kalná (německy Nieder Kalna) se nachází v okrese Trutnov, kraj Královéhradecký. Žije zde 693 obyvatel.

## Historie
První písemná zmínka o obci pochází z roku 1369.

## Symboly
V květnu 2011 byly přijaty obecní znak a vlajka, ve kterých se objevuje červené vlnité břevno symbolizující Kalenský potok, krokev vyjadřující podhorskou polohu a místní lomy a knížecí čepice sv. Václava, patrona farnosti, který se nachází také na historických pečetích obce.

## Starostové
- do 2010 Josef Klimenta
- od 2010 Jaroslava Vanclová

od 2022 Tomáš  Navrátil

## Pamětihodnosti
- Kostel Navštívení Panny Marie a svatého Václava
- Hřbitov, rodinná hrobka továrníka Noska, hrob Rudoarmějce, hrob herce Petra Čepka,
- Pomník obětem 1. a 2. světové války
- Fara

V obci žil v letech 1895 - 1901 na svém statku spisovatel Josef Karel Šlejhar.

## Části obce
- Dolní Kalná
- Slemeno